# Anell de sinònims
Un anell de sinònims és un conjunt de paraules o frases que es consideren equivalents per representar un concepte o tema. La seva principal finalitat és la recuperació d'informació.
Les expressions incloses en un d'aquests anells pot ser que no siguin sinònims en el llenguatge natural, però es consideren com a tals per a la cerca d'informació.) L'equivalència pot estendre's a més als descriptores de diferents vocabularis controlats per facilitar la interoperabilitat semàntica. Es pot utilitzar per a això la classEquivalence de OWL(Ontology Web Language) o les etiquetes equivalents de SKOS (Simple Knowledge Organization System).